# Lilly Ronchetti
Lilly Ronchetti (* 2. November 1928 in Brugg AG; † 8. Januar 1997 in Winterthur) war eine Schweizer Schriftstellerin und Lyrikerin. Sie wird als sensible moderne Dichterin gewürdigt, dabei trotzdem teilweise in die Nähe der Spätromantik gerückt. 

## Leben
Von 1935 bis zu ihrem Tode verbrachte sie ihr Leben in Winterthur. Nach dem Besuch der Volksschule und dem Diplom an der Kantonalen Handelsschule arbeitete sie von 1947 an bei der Zürcher Kantonalbank, in der sie später als Handlungsbevollmächtigte die Kreditabteilung leitete. Sie schrieb stets nebenher, 1956 erschienen erste Texte (Prosa, Lyrik und journalistische) in Zeitungen, Zeitschriften und Anthologien. Neben zahlreichen literarischen Aufsätzen veröffentlichte sie aber auch in unregelmässigen Abständen insgesamt sechs Gedichtbände und übersetzte ausserdem französische Literatur. Ihre literarischen Vorbilder waren Hilde Domin, über die sie auch schrieb, Rose Ausländer, Günter Eich und Paul Celan.

## Auszeichnungen
- 1991 Gewinnerin des Internationalen Haiku-Wettbewerbs
- 1993 Preis der Carl Heinrich Ernst-Kunststiftung für ihre literarischen Arbeiten
- 1994 Werkbeitrag der Stadt Winterthur

## Werke
- Lutetia Parisiorum: Gesichtszüge einer Stadt, Frauenfeld, 1969
- Aufblättern das Schweigen, Hans Frei Verlag, Zürich, 1972
- Zur Flucht nicht geeignet, Hans Frei Verlag, Zürich, 1975
- Zwischendinge, St. Arbogast-Verlag, Muttenz, 1980
- Atemruf, Galerie Obergasse 6, Winterthur, 1981
- Geheftet an diese Zeit, Cornfeld-Verlag, Basel, 1988
- Lichtfall, R. G. Fischer Verlag, Frankfurt am Main, 1994
- Bodoni-Blatt – 2 Gedichte, 1996
- Gedichte aus dem Nachlass, hg. von der Literarischen Vereinigung, Vogel Verlag, Winterthur 1998
- Abendwind Gedanken zum Abschied, Markus Steffen, 2003
- Mein Herz will lauschen, Abendwind Verlag, Reiden, 2006

Übersetzung
- Der Gefangene von Innsbruck : historische Erzählung (Gabriel Mützenberg), Lilly Ronchetti, Selbstverlag, 1977

## Lilly Ronchetti-Preis
Lilly Ronchetti stiftete dem Verband AdS Autorinnen und Autoren der Schweiz testamentarisch den Fonds zur Ausrichtung eines Preises, der bewusst ältere Autoren und Autorinnen fördert. Er wird alle 2 Jahre verliehen an nebenberufliche Schriftsteller und Schriftstellerinnen, die über 40 Jahre alt sind. Neben dem Preisgeld in Höhe von 3'000 CHF für die Lebenshaltung beinhaltet er einen Monat Aufenthalt in Paris, dem Schreibort des AdS.

### Preisträger
- 2010: Isabella Huser
- 2011: Ulrike Ulrich[3]
- 2013: Viola Rohner
- 2015: Thomas Sandoz
- 2017: Isabelle Sbrissa
- 2019: Beate Rothmaier
- 2021: Silvia Härri
- 2023: Lou Lepori[4]